# Hidrogênio protonado molecular

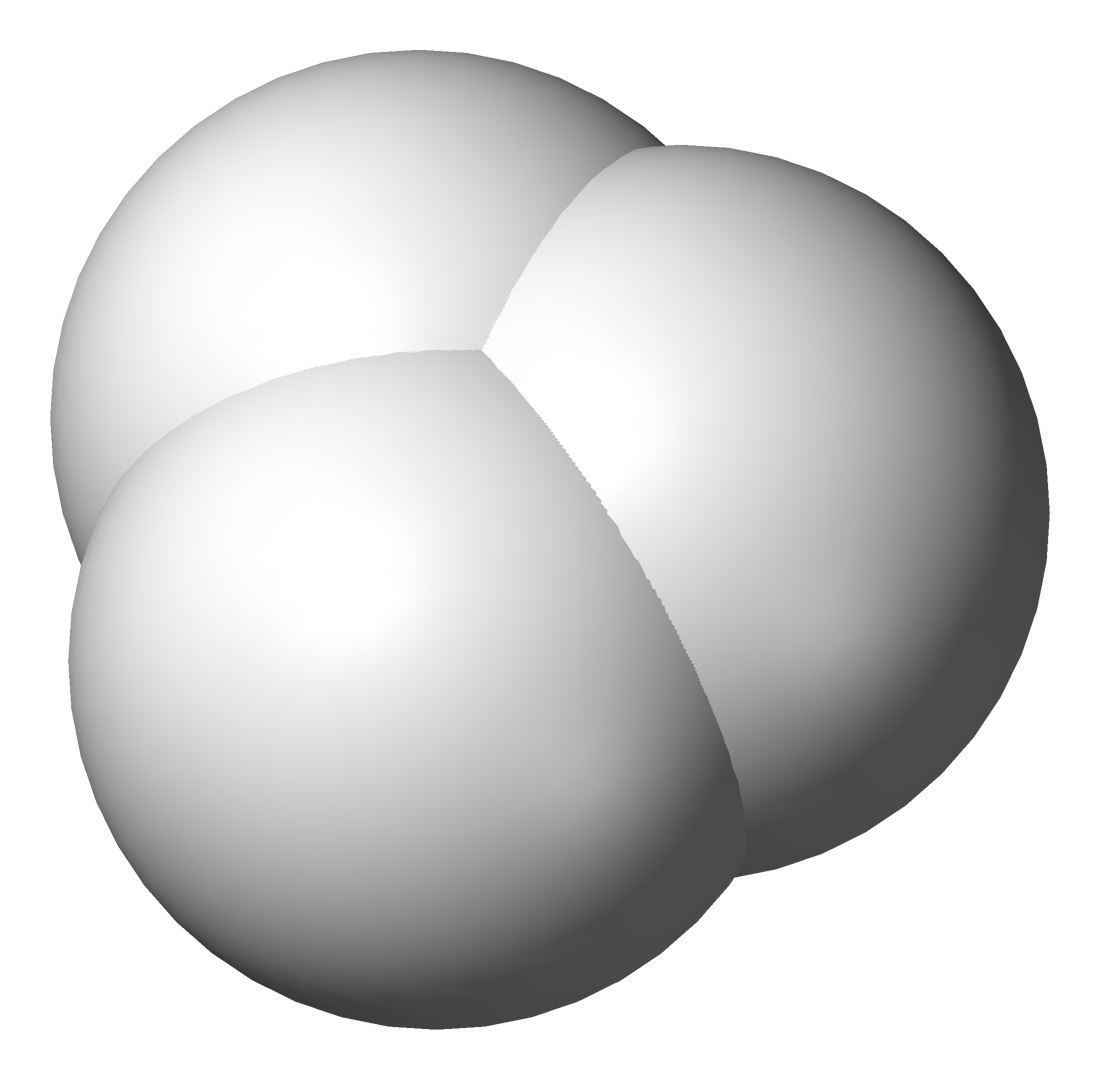
Modelo de um cátion H_{3}^{+}

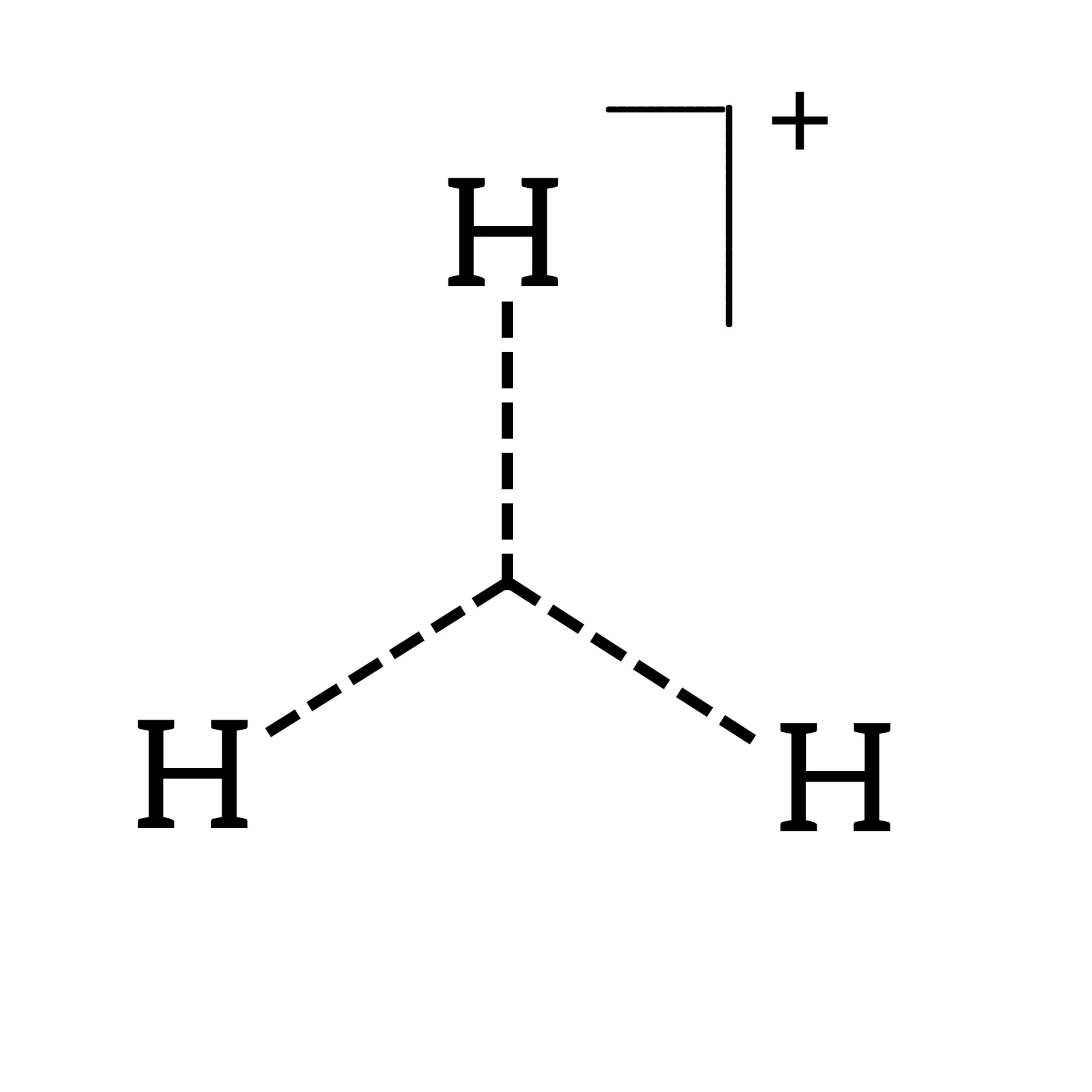

Hidrogênio protonado molecular, cátion trihidrogênio, ou H3+, é um dos íons mais abundantes no universo. É estável no meio interestelar (ISM) devido a baixa temperatura e baixa densidade do espaço interestelar. O papel que o H3+ possui na fase química gasosa do ISM é sem paralelos por qualquer outro íon molecular. O cátion é também a molécula triatômica mais simples, uma vez que seus dois elétrons são os únicos elétrons de valência no sistema. É também um exemplo de um sistema de ligação três centros dois elétrons.
No entanto, essa espécie química é instável em fase condensada, rapidamente protonando outras espécies químicas próximas com liberação de gás hidrogênio. Como consequência, não há compostos isoláveis do íon H3+.